# Boygenius
Boygenius (estilizado en minúsculas, boygenius) es un supergrupo estadounidense de indie rock formado en 2018 por Julien Baker, Phoebe Bridgers y Lucy Dacus. Su EP debut homónimo fue escrito y grabado en Sound City Studios en Los Ángeles. El 18 de enero de 2023, la banda anunció su álbum de estudio debut, The Record, que fue lanzado el 31 de marzo.

## Historia

### 2018: Formación, EP y gira

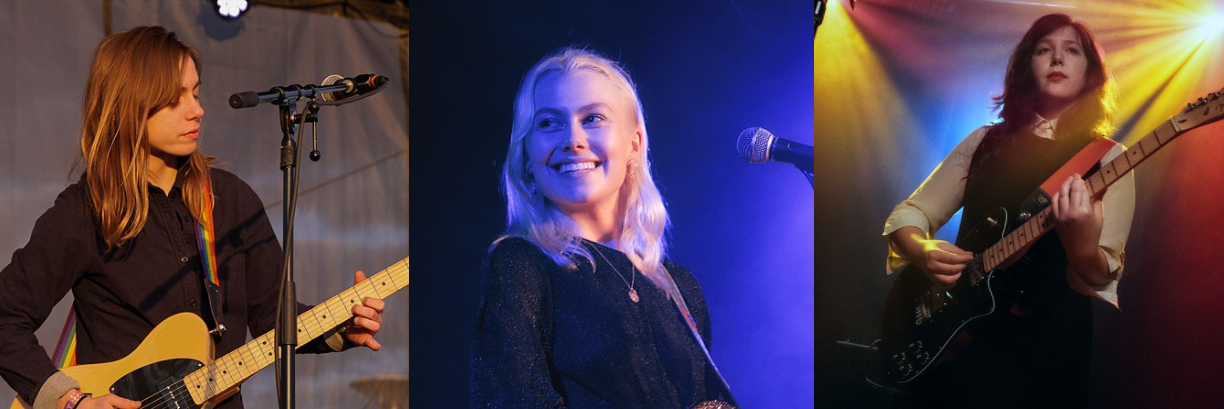
Boygenius en 2018–2019

Bridgers ha afirmado que el origen del grupo fue "una especie de accidente", en el que cada uno de los miembros eran simplemente fanáticas del trabajo de las otras y luego se hicieron amigas. Tanto Dacus como Bridgers habían hecho de teloneras para Baker en giras separadas en 2016, y todas se movían en círculos similares como jóvenes artistas emergentes que navegaban por la escena independiente.
Las tres se hicieron buenas amigas y compartieron sus frustraciones de ser comparadas constantemente como "mujeres en el rock " a pesar de sus estilos musicales considerablemente diferentes. Dacus ha comentado que la idea de las mujeres en la música "no debería ser relevante en absoluto", y Bridgers agregó que "no es un género". Cada una ha hablado sobre la tendencia de la industria de la música a enfrentar a las mujeres entre sí, y el grupo se formó en parte para rechazar esta idea. "Espero que la gente nos vea a las tres y sepa que no hay competencia", dijo Dacus. "No tienes que competir con tus contemporáneas. Puedes hacer algo bueno con las personas que admiras".
Baker había bromeado con Dacus años antes sobre un "sueño imposible" de que algún día podrían formar una banda. Las tres decidieron reservar una gira conjunta como cabezas de cartel a principios de 2018, y en un principio planearon grabar un sencillo o una versión para poder realizar algo juntas en el escenario. Sin embargo, al reunirse ese verano, se sintieron abrumadas por las ideas y terminaron formando la banda, escribiendo, grabando y autoproduciendo el EP Boygenius en cuatro días, en un proceso que involucró casi exclusivamente a mujeres.
Cada una trajo una canción completa y una idea incompleta al grupo. Buscaron crear un ambiente libre de la competitividad y "bravuconería" que a menudo habían encontrado en experiencias anteriores, y han remarcado que la ausencia de hombres adultos en el proceso resultó significativa, permitiéndoles relacionarse abiertamente sin tener que estar constantemente justificándose a sí mismas. El disco fue recibido con elogios universales tanto de la crítica como del público; fue nombrado el duodécimo mejor álbum de 2018 por NPR Music, a pesar de ser solo un EP. Su gira posterior en noviembre los vio actuar en todo Estados Unidos, así como en Late Night with Seth Meyers y en el Tiny Desk.

### 2019-2022: Colaboraciones continuas
El grupo había acordado actuar en el verano de 2019 en Woodstock 50, pero tuvieron que cancelarlo debido a una serie de problemas de producción. En 2020, participaron en el tema "Roses/Lotus/Violet/Iris" de Hayley Williams, en el EP Petals for Armor II, y también se reunieron como coros para numerosas canciones de los proyectos en solitario de cada uno: "Graceland Too" y "I Know the End" de Punisher, de Bridgers, nominado al Grammy, el sencillo "Favor" del álbum de Baker Little Oblivions, y "Please Stay" y "Going Going Gone" del álbum de Dacus Home Video. Aunque los lanzamientos se produjeron a lo largo de todo el año, todos estos temas fueron grabados el mismo día, un proceso que, según Dacus, "tenía la misma atmósfera que cuando grabamos el EP de boygenius [...] un resultado natural de estar juntos, tan fácil como puede ser."
En julio de 2020, el trío lanzó un puñado de maquetas de sus sesiones de grabación de Boygenius en Bandcamp para recaudar fondos para organizaciones benéficas en sus respectivas ciudades de origen, recaudando más de 23.000$ para Downtown Women's Center of Los Angeles, OUTMemphis y Mutual Aid Distribution Richmond.
Después de reunirse en el escenario para apariciones sorpresa ocasionales en las giras individuales de cada una durante el otoño de 2021, el grupo realizó su primer espectáculo completo en conjunto desde 2018 como cabeza de cartel del concierto benéfico anual de Bread and Roses Presents en San Francisco el 19 de noviembre.

### 2023-presente:The Record
En enero de 2023, la banda anunció a través de las redes sociales su álbum de estudio debut, The Record, con fecha de lanzamiento el 31 de marzo de 2023. La carátula del álbum y tres sencillos del álbum, "$20", "Emily I'm Sorry" y "True Blue" se lanzaron junto con el anuncio inicial del álbum.
El 31 dde enero de 2023, AEF (Anschutz Entertainment Group) Presents anunció que la banda sería uno de los tres cabezas de cartel en el Re:SET Concert Series. En abril de 2023, el grupo actuó en el Festival de Música de Coachella.

## Nombre
El grupo ha confirmado que el nombre del grupo surge como una broma y una forma de animarse mutuamente en el estudio. Las tres habían compartido experiencias negativas con colaboradores masculinos demasiado seguros de sí mismos —tal como afirmó Baker, "el arquetipo del genio torturado, [un] artista específicamente masculino al que se le ha dicho desde su nacimiento que cada uno de sus pensamientos no solo vale la pena sino que es brillante". Dacus describió el tema del "niño genio" como "niños y hombres que conocemos a quienes les han dicho que son genios porque podían oír, básicamente", y ha detallado cómo intentaron canalizar esa energía mientras hacían el EP. "Si una persona tenía un pensamiento, 'No sé si esto es bueno, probablemente sea terrible', era como, '¡No! ¡Sé el niño genio! Cada uno de tus pensamientos vale la pena, solo escúpelo.'"
A veces el grupo estiliza su nombre como "xboygeniusx", como en las redes sociales y su sitio web. Esta es una referencia irónica al símbolo X de la subcultura punk straight edge, en la que Baker estuvo algo involucrada cuando era adolescente. Ella notó que todos habían bromeado acerca de que boygenius era una banda hardcore, y al crear sus redes sociales pensaron que sería divertido estilizarse como extremadamente punk cuando no era característico de su música en ese momento.

## Discografía

### Álbumes de estudio
| Título     | Detalles | Mejor posición en las listas de cada país | Mejor posición en las listas de cada país | Mejor posición en las listas de cada país | Mejor posición en las listas de cada país | Mejor posición en las listas de cada país | Mejor posición en las listas de cada país | Mejor posición en las listas de cada país | Mejor posición en las listas de cada país | Mejor posición en las listas de cada país | Mejor posición en las listas de cada país |
| Título     | Detalles | EE. UU.                                   | EE. UU. Rock                              | Australia                                 | Canadá                                    | Alemania                                  | Irlanda                                   | Países Bajos                              | Nueva Zelanda                             | Suecia                                    | Reino Unido                               |
| ---------- | --- | ----------------------------------------- | ----------------------------------------- | ----------------------------------------- | ----------------------------------------- | ----------------------------------------- | ----------------------------------------- | ----------------------------------------- | ----------------------------------------- | ----------------------------------------- | ----------------------------------------- |
| The Record | - Lanzamiento: 31 de marzo de 2023 - Discográfica: Interscope - Formato: LP, CD, descarga digital, streaming | 4                                         | 1                                         | 3                                         | 11                                        | 8                                         | 1                                         | 1                                         | 2                                         | 36                                        | 1                                         |

### EPs
| Título                                                            | Detalles del EP                                                                                             | Mejor posición en las listas de cada país | Mejor posición en las listas de cada país | Mejor posición en las listas de cada país | Mejor posición en las listas de cada país | Mejor posición en las listas de cada país | Mejor posición en las listas de cada país | Mejor posición en las listas de cada país |
| Título                                                            | Detalles del EP                                                                                             | EE. UU. Ventas                            | EE. UU. alternativa                       | EE.UU.Top Heatseekers                     | EE. UU. independiente                     | Escocia                                   | Reino Unidoindependiente                  | Reino UnidoVentas                         |
| ----------------------------------------------------------------- | --- | ----------------------------------------- | ----------------------------------------- | ----------------------------------------- | ----------------------------------------- | ----------------------------------------- | ----------------------------------------- | ----------------------------------------- |
| Boygenius                                                         | - Lanzamiento: 26 de octubre de 2018 - Discográfica: Matador - Formato: LP, CD, descarga digital, streaming | 57                                        | 24                                        | 3                                         | 9                                         | 64                                        | 19                                        | 85                                        |
| Boygenius (Demos)                                                 | - Lanzamiento: 3 de julio de 2020 - Discográfica: Matador - Formato: Descarga digital                       | —                                         | —                                         | —                                         | —                                         | —                                         | —                                         | —                                         |
| "—" indica una grabación que no apareció en las listas indicadas. | |                                           |                                           |                                           |                                           |                                           |                                           |                                           |

### Sencillos
| Título                                                            | Año  | Mejor posición en las listas de cada país |                   |            |         |       |               |            |
| Título                                                            | Año  | EE.UU.AAA                                 | EE.UU.alternativa | EE.UU.Rock | Irlanda | Japón | Nueva Zelanda | Álbum      |
| ----------------------------------------------------------------- | ---- | ----------------------------------------- | ----------------- | ---------- | ------- | ----- | ------------- | ---------- |
| «$20»                                                             | 2023 | 30                                        | —                 | 44         | —       | —     | —             | The Record |
| «Emily I'm Sorry»                                                 | 2023 | —                                         | —                 | 44         | —       | —     | 31            | The Record |
| «True Blue»                                                       | 2023 | —                                         | —                 | —          | —       | —     | —             | The Record |
| «Not Strong Enough»                                               | 2023 | 1                                         | 16                | 26         | 78      | 9     | —             | The Record |
| «—» indica una grabación que no apareció en las listas indicadas. |      |                                           |                   |            |         |       |               |            |

### Otras canciones en listas
| Título                                                            | Año  | Mejor posición en las listas de cada país | Mejor posición en las listas de cada país | Mejor posición en las listas de cada país | Álbum      |
| Título                                                            | Año  | EE.UU.Rock                                | Irlanda                                   | Nueva Zelanda                             | Álbum      |
| ----------------------------------------------------------------- | ---- | ----------------------------------------- | ----------------------------------------- | ----------------------------------------- | ---------- |
| «Without You Without Them»                                        | 2023 | —                                         | —                                         | 39                                        | The Record |
| «Cool About It»                                                   | 2023 | 34                                        | 97                                        | 21                                        | The Record |
| «Revolution 0»                                                    | 2023 | —                                         | —                                         | 40                                        | The Record |
| «Letter to an Old Poet»                                           | 2023 | —                                         | —                                         | 35                                        | The Record |
| «—» indica una grabación que no apareció en las listas indicadas. |      |                                           |                                           |                                           |            |